# Phellia gausapata
Phellia gausapata är en havsanemonart som beskrevs av Gosse 1858. Phellia gausapata ingår i släktet Phellia och familjen Sagartiidae. Inga underarter finns listade i Catalogue of Life.